# Dio li fa e poi li accoppa
Dio li fa e poi li accoppa è il quarto libro umoristico di Giobbe Covatta, pubblicato per la prima volta a Milano nel 1999 dalla casa editrice Zelig Editore.
Dal libro è stato tratto uno spettacolo teatrale, dal titolo Dio li fa e poi li accoppa.
Si tratta di una parodia della Creazione e del Diluvio universale della Bibbia.
Il titolo già era comparso, come battuta, nel libro Pancreas - Trapianto del libro Cuore.

## Trama
In un'afosa notte estiva, Rosario Sansa, un povero nullafacente napoletano, riceve la visita di Dio, che gli comunica la sua decisione di fare un nuovo diluvio universale per punire la razza umana della sua disobbedienza e gli ordina di costruire una nuova arca, per mettere in salvo due animali di ogni specie, oltre a lui stesso. Nella settimana di tempo che gli viene concessa per mettere in atto questo progetto, Rosario cerca di convincere il Signore della bontà della razza umana e Gli spiega tutto ciò che Egli non conosce o non capisce, come la televisione, il calcio e la sessualità.
Alla fine dei sette giorni, tra Rosario e Dio si è ormai instaurata una forte amicizia, per cui il Signore vorrebbe ritornare sui Suoi passi ed annullare il diluvio. Ma le spiegazioni di Rosario hanno sortito l'effetto opposto, per cui è questi che ormai si è convinto dell'inutilità della razza umana, e chiede dunque al Signore di affrettare il diluvio e di ricominciare da capo a creare la razza umana, avvalendosi di alcune considerazioni proprio dello stesso Rosario. Il Signore lo accontenta, lo salva e la pioggia comincia a cadere; il libro si conclude con Rosario che realizza il suo sogno di fare il telecronista sportivo commentando la partita di calcio tra Paradiso e Inferno.

## Edizioni
- Giobbe Covatta, Dio li fa e poi li accoppa, collana Hellzapoppin, Zelig Editore, 2002, ISBN 88-87291-69-1.